# Большой Бор (Селижаровский район)
 Большой Бор  — деревня в Селижаровском муниципальном округе Тверской области.

## География
Находится в западной части Тверской области на расстоянии приблизительно 33 км на юг по прямой от административного центра округа поселка Селижарово.

## История
Деревня была отмечена еще на карте Менде (состояние местности на 1848 год). В 1859 году здесь (деревня Боровыя Нивы Ржевского уезда Тверской губернии) было учтено 5 дворов, в 1939 — 30. До 2020 года входила в состав Оковецкого сельского поселения Селижаровского района до их упразднения.

## Население
Численность населения: 56 человек (1859 год), 11 (русские 100 %) в 2002 году, 7 в 2010.